# Jens Rassmus
Jens Rassmus (* 1967 in Kiel) ist ein deutscher Kinderbuchautor, Zeichner und Illustrator.

## Leben
Jens Rassmus wurde 1967 in Kiel geboren. Er studierte zunächst Geografie und Germanistik, ab 1992 Illustration an der Hochschule für angewandte Wissenschaften in Hamburg bei Rüdiger Stoye und am Duncan of Jordanstone College of Art in Dundee, Schottland. Seit 2009 lebt er wieder in seiner Geburtsstadt Kiel. Seine Kinderbücher wurden u. a. übersetzt ins Englische, Französische, Japanische, Koreanische, Chinesische und Portugiesische. Seit 2014 hat er einen Lehrauftrag für Illustration an der Muthesius Kunsthochschule. 2022 wurde er für den Astrid Lindgren Memorial Award, die weltweit bedeutsamste und höchstdotierte Auszeichnung für Kinder- und Jugendliteratur, nominiert.

## Auszeichnungen
- Bilderbuch des Monats (AKJ) für Bauer Enno und seine Kuh Afrika und Das Vollmondorchester
- Illustrationspreis für Kinder- und Jugendbücher der Evangelischen Publizistik e. V. – Empfehlungsliste für Bauer Enno und seine Kuh Afrika
- Preis der Kinderjury beim Österreichischen Kinder- und Jugendbuchpreis für Der Wunderbarste Platz auf der Welt und Rosa und Bleistift
- Österreichischer Kinder- und Jugendbuchpreis für Der karierte Käfer, Der Großvater im rostroten Ohrensessel und Der Zapperdockel und der Wock
- Die besten 7 (von Deutschlandfunk und Focus) für Der Zapperdockel und der Wock, Der karierte Käfer, Drachen erziehen ist leicht und Kann ich mitspielen?
- Kinder- und Jugendbuchpreis der Stadt Wien für Rosa und Bleistift und Der Zapperdockel und der Wock (Anerkennung)
- White Raven – Empfehlungsliste der Internationalen Jugendbibliothek für Rosa und Bleistift
- Deutscher Jugendliteraturpreis (Nominierung) für Der Zapperdockel und der Wock
- Luchs des Monats für Der Zapperdockel und der Wock
- Luchs des Monats (Mai 2017) für Schlafen Fische?
- Kinderbuchpreis des Landes Nordrhein-Westfalen 2018 für King kommt noch, zusammen mit der Autorin Andrea Karimé
- Korbinian – Paul-Maar-Preis (zusammen mit Jens Raschke) 2018 für Schlafen Fische?
- Österreichischer Kinder- und Jugendbuchpreis 2019 für Das Nacht-Tier
- Kollektion zum  Österreichischen Kinder- und Jugendbuchpreis 2021 für Juhu, LetzteR!
- Nominiert für den Astrid Lindgren Memorial Award (die weltweit höchstdotierte Auszeichnung für Kinder- und Jugendliteratur) 2022
- Nominiert für den Astrid Lindgren Memorial Award 2023
- Nominierung für den 2025 Deutschen Jugendliteraturpreis für Regentag

## Werke

### Eigene Kinderbücher
- Bauer Enno und seine Kuh Afrika, Sauerländer 1997, ISBN 978-3-7941-4261-3.
- Das Vollmondorchester, Sauerländer 1999 / Bibliothek der Provinz 2007, ISBN 978-3-85252-865-6.
- Der Wunderbarste Platz auf der Welt, NP 2005 / Nilpferd im G&G Verlag 2007, ISBN 978-3-7017-2030-9.
- Der karierte Käfer, Nilpferd im G&G Verlag 2007, ISBN 978-3-7017-2030-9.
- Rosa und Bleistift, Nilpferd im G&G Verlag 2011, ISBN 978-3-7017-2096-5.
- Kann ich mitspielen?, Nilpferd im G&G Verlag 2014, ISBN 978-3-7017-2134-4.
- Ein Pflaster für den Zackenbarsch: Geschichten vom Doktorfisch, Nilpferd im G&G Verlag 2014, ISBN 978-3-7017-2140-5.
- Party im Walfischbauch, Nilpferd im G&G Verlag 2016, ISBN 978-3-7074-5175-7.
- Das Nacht-Tier, Nilpferd im G&G Verlag 2018, ISBN 978-3-7074-5215-0.
- Juhu, LetzteR – Die Neue Olympiade der Tiere, Nilpferd im G&G Verlag 2020, ISBN 978-3-7074-5237-2.
- Pizza vom Südpol – 13 hungrige Geschichten, Nilpferd im G&G Verlag 2022, ISBN 978-3-7074-5283-9.
- Regentag, Peter Hammer Verlag 2024, ISBN 978-3-7795-0726-0.
- Verwickelte Geschichten. Alle Abenteuer vom Doktorfisch ... und vom Kofferfisch!, Edition Nilpferd im G&G Verlag 2024, ISBN 978-3-7074-5309-6.

### Bilderbuchillustrationen anderer Autoren (Auswahl)
- Der kleine Herr Jaromir (Martin Ebbertz), Patmos 2002 / Sauerländer 2005 / Razamba 2013.
- Als die Gondolieri schwiegen (William Goldman), Eichborn 2003.
- Buchstabendschungel (Ursula Poznanski), Dachs 2003, Neuauflage in: Zahlenkosmos und Buchstabendschungel, Sauerländer 2011.
- Der Zapperdockel und der Wock (Georg Bydlinski), Dachs 2004 / Residenz 2013.
- Lametta im August (Barbara Bronnen), Sanssouci 2004.
- Schlüssel verloren (Annette Herzog), Peter Hammer 2005.
- Der große Klong (Melanie Rosenmaier), Dachs 2006.
- Der Großvater im rostroten Ohrensessel (Jutta Treiber), Dachs 2006.
- Ich wäre gern ein Huhn (Beatrix Schnippenkoetter), Campus 2006.
- Drei Dreckspiraten räumen auf (Dieter Hörsch), Coppenrath 2008.
- Drachen erziehen ist leicht (Bernd Kohlhepp), Sauerländer 2009.
- Wie das Wiesel dem Riesen den Marsch blies (Mathias Jeschke), Boje 2010.
- Columbus und der malende Elefant (Michelle Cuevas), Dressler 2011.
- Guter Drache & Böser Drache (Christine Nöstlinger), Residenz 2012.
- 5 Yetis suchen ein Zuhause (Eva Ibbotson), dtv 2013.
- Käpten Eichhörnchen und die Zaubertür (Christopher Ecker), Gerstenberg 2014.
- montag ist mützenfalschrumtag (Arne Rautenberg) Peter Hammer 2014.
- Das brauch ich alles noch! (Petra Postert) Tulipan 2015.
- Lisa, Paul und Frau Fisch (Brigitte Schär) Peter Hammer 2016.
- Schlafen Fische? (Jens Raschke), Mixtvision Verlag 2017.
- King kommt noch (Andrea Karimé), Peter Hammer Verlag 2017.
- rotkäppchen fliegt rakete (Arne Rautenberg), Peter Hammer Verlag 2017.
- Chlodwig (Will Gmehling), Peter Hammer Verlag 2018.
- Bis bald, Opa (Lutz van Dijk), Peter Hammer Verlag 2019.
- Wann sind wir endlich da? (Petra Postert), Tulipan Verlag 2019.
- Rascha und die Tür zum Himmel (Julia Willmann), Peter Hammer Verlag 2021.
- Was denkt die Maus am Donnerstag? (Josef Guggenmos), dtv 2021.
- Reißaus mit Krabbenbrötchen (Silke Schlichtmann), Hanser 2022.
- Die beste Hummelgeschichte der Welt und andere Geschichten: Erzählungen (Christopher Ecker), Mitteldeutscher Verlag, Halle (Saale) 2023.
- Dunkel war's, der Mond schien helle: Das berühmte Kindergedicht weitergedichtet (Hrsg. Uwe-Michael Gutzschhahn), Aladin Verlag 2023.
- Der Sternsee (Will Gmehling),  Peter Hammer Verlag 2025.

## Ausstellungen

### Einzelausstellungen
- Kinderbuch-Illustration, Museum Langes Tannen, Uetersen 2023.
- Die beste Hummelgeschichte der Welt, Literaturhaus Kiel 2023.
- Bücherpiraten Festival No. 9 – Guter Drache – Böser Drache, Kinderliteraturhaus Lübeck 2012.
- Literatur für junge LeserInnen, Wien 2006.
- KinderMedienGalerie, Braunschweig 2005.

### Teilnahmen
- Halb so schwer – Gemeinschaftsausstellung von Eva Muggenthaler und Jens Rassmus, Bunker-D Kiel, 2023.
- Schattentiere und Sonnengucker. Kinderbuchillustration aus Norddeutschland, Nordseemuseum Husum 2014.
- Ausgezeichnet! Der Kinder- und Jugendbuchpreis Luchs, Hamburger Kinderbuchhaus 2014.
- AMALDI-Atelier-Ausstellung, Amaldi Hamburg 2014.
- Kinderbuchausstellung, Fabrik der Künste Hamburg 2013.
- Im Reich der Phantasie, Mindelheim 2008/2009.
- Tierisch Gut, K4 galerieSaarbrücken 2008.
- Vom Bilderbuch zur Aufführung, Figurentheater Lübeck 2008.
- 8. Europäische Jugendbuchmesse, Saarbrücken 2008.
- Zeitgenössische Kinderbuchillustration aus Deutschland, Goethe-Institut Barcelona 2007.
- Biennale, Bratislava 2007.
- La Livre Culotté – 100 % AUDACE, Montréal, Québec, München 2005/2006.
- Kindersache, Ahrensburg 1998.